# VIII з'їзд Комуністичної партії Молдавії
VIII з'їзд Комуністичної партії Молдавії — позачерговий з'їзд Комуністичної партії Молдавії, що відбувся 13—14 січня 1959 року в місті Кишиневі.
Після з'їзду розпочався процес зміни в партійному керівництві Молдавії.

## Порядок денний з'їзду
1. Тези доповіді Микити Сергійовича Хрущова на XXI з'їзді КПРС «Контрольні цифри розвитку народного господарства СРСР на 1959—1965 роки» і завдання Комуністичної партії Молдавії (доповідач — Сердюк Зиновій Тимофійович)
2. Вибори делегатів на XXI з'їзд КПРС.

На позачерговий з'їзд було обрано 144 делегати, які працювали в промисловості, 188 делегатів, які працювали в сільському господарстві, 132 партійних працівників, 81 радянського працівника,13 комсомольських та профспілкових. За національністю було 263 молдавани, 214 росіян, 153 українці, 9 білорусів, 39 представників інших національностей (гагаузів, болгар та ін).
У центрі уваги стояли питання дальшого переважаючого зростання важкої індустрії. В галузі сільського господарства передбачалося збільшити виробництво зерна, технічних культур, продукції тваринництва. Ставилися завдання ширшого використання науки і техніки в усіх галузях народного господарства. «На основі зростання соціалістичного виробництва мало забезпечуватися дальше підвищення матеріального добробуту і культурного рівня трудящих». З'їзд зобов'язав КП Молдавії забезпечити дальше підвищення рівня організаційної та ідейно-виховної роботи, вдосконалення керівництва первинними партійними організаціями.
З'їзд загалом схвалив «Контрольні цифри розвитку народного господарства СРСР на 1959—1965 роки». Було обрано на XXI позачерговий з'їзд КПРС 8 делегатів з правом вирішального голосу і 1 — з дорадчим.
Вибори керівних органів КП Молдавії не проводилися.